# Тронцано-Верчеллезе
Тронцано-Верчеллезе (італ. Tronzano Vercellese, п'єм. Tronsan) — муніципалітет в Італії, у регіоні П'ємонт, провінція Верчеллі.
Тронцано-Верчеллезе розташоване на відстані близько 520 км на північний захід від Рима, 50 км на північний схід від Турина, 20 км на захід від Верчеллі.
Населення — 3537 осіб (2014).
Покровитель — Ss. Pietro e Paolo.

## Демографія
Населення за роками:

Станом на 1 січня 2023 року в муніципалітеті офіційно проживав 181 іноземець з 28 країн, серед них 59 громадян країн Євросоюзу та 2 громадяни України.

## Сусідні муніципалітети
- Аліче-Кастелло
- Б'янце
- Борго-д'Але
- Крова
- Ронсекко
- Сан-Джермано-Верчеллезе
- Сантія

## Міста-побратими
- Ейгіер, Франція